# Salarias
Salarias è un genere di pesci bentonici appartenenti alla famiglia Blenniidae.

## Specie
- Salarias alboguttatus Kner, 1867
- Salarias ceramensis Bleeker, 1852
- Salarias fasciatus (Bloch, 1786)
- Salarias guttatus Valenciennes in Cuvier & Valenciennes, 1836
- Salarias luctuosus Whitley, 1929
- Salarias nigrocinctus Bath, 1996
- Salarias obscurus Bath, 1992
- Salarias patzneri Bath, 1992
- Salarias ramosus Bath, 1992
- Salarias segmentatus Bath & Randall, 1991
- Salarias sexfilum Günther, 1861
- Salarias sibogai Bath, 1992
- Salarias sinuosus Snyder, 1908
- Salarias spaldingi Macleay, 1878